# Diopsiulus verus
Diopsiulus verus är en mångfotingart som beskrevs av Filippo Silvestri 1916. Diopsiulus verus ingår i släktet Diopsiulus och familjen Stemmiulidae. Inga underarter finns listade i Catalogue of Life.